# Saint-Laurent-sur-Sèvre

Saint-Laurent-sur-Sèvre este o comună în departamentul Vendée, Franța. În 2009 avea o populație de 3,442 de locuitori.